# هانا هارپر
هانا هارپر (به انگلیسی: Hannah Harper) (زادهٔ ۴ ژوئیه ۱۹۸۲) کارگردان و هنرپیشهٔ فیلم‌های پورنو اهل انگلستان است.

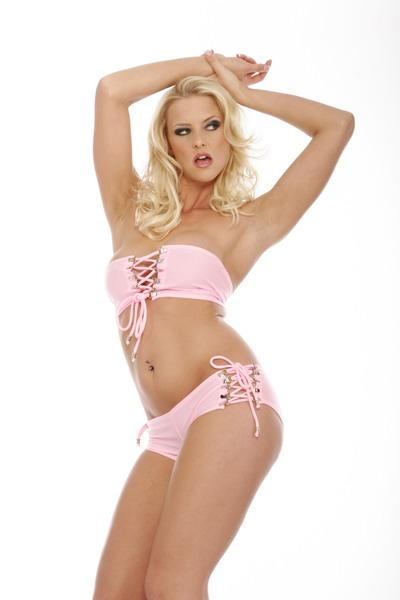
هانا هارپر

هارپر نام هنری‌اش را با ترکیب اسم ۲ تن از دوستانش انتخاب کرده‌است. او پیش از آن‌که در سال ۲۰۰۱ به پیشنهاد همسر آینده‌اش به حرفهٔ مُدلینگ بپردازد، در شهر زادگاه‌اش مدتی به عنوان رسپشن، پیشخدمت و گارسن یک هتل کار کرده‌بود. هارپر در سال ۲۰۰۲ به لوس آنجلس نقل مکان کرد و ابتدا در چند ویدئوی آماتور پورنو محصول شرکت «تی‌اِم ویدئو پروداکشن» ظاهر شد. این قبل از آن بود که در اولین فیلم حرفه‌ای‌اش به کارگردانی بن داوِر هنرنمایی کند. پس از آن او یک قرارداد انحصاری با شرکت سرگرمی‌ساز «سین سیتی ویدئو» امضا کرد. در همان زمان به کارهای روزانهٔ شرکت بزرگ استعدادیابی صنعت پورن، ال‌ای دایرکت مدلز-که متعلق به دوست پسرش بن اینگلیش بود-رسیدگی می‌کرد و این ادامه داشت تا زمانی که رابطهٔ آن‌ها در میانهٔ سال ۲۰۰۴ به‌پایان رسید.
در سال ۲۰۰۶ هارپر اعلام کرد که او و «سین سیتی ویدئو» اهداف مشترکی ندارند و همکاری‌شان پایان خواهد گرفت. او دلیل این کار را تمایل‌اش به نقش‌آفرینی در آثار ملایم‌تر پورنو و ادامهٔ تحصیلات دانشگاهی‌اش در رشتهٔ روان‌شناسی عنوان کرد. در همین راستا هارپر مدتی بعد در نقش «افلیا» در مجموعه تلویزیونی اروتیک «Co-Ed Confidential» ظاهر شد و نقش «کریستی» را در مقابل نیکی نُوا در «Busty Cops 2» ایفا کرد.
تصویر هارپر تابه‌حال بارها در مجله‌هایی هم‌چون هایپر سوسایتی و کلاب اینترنشنال چاپ شده‌است. علاوه بر این او در آوریل ۲۰۰۲ پنت‌هاوس پت مجلهٔ پنت‌هاوس بوده و یک‌بار هم تصویرش بر روی‌جلد و صفحهٔ وسط ماه‌نامهٔ هاستلر نقش بسته‌است.
هانا تابه‌امروز یک‌بار ازدواج کرده‌است که به طلاق انجامیده‌است. او زمانی که با بن انگلیش بود در یک دوره با دیگر هنرپیشهٔ زن پورنو مری کری روابطی برقرار کرد. وبگاه غیر رسمی او به آدرس xxxhannahharper.com به‌عنوان بخشی از تعهدات شرکتی که سابقاً با هم قرارداد داشتند راه‌اندازی شده‌بود و هارپر در حال حاضر همکاری منظمی با آن سایت ندارد.

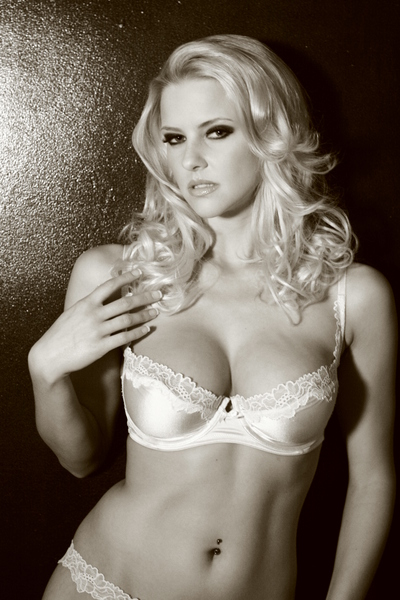
هانا هارپر

## منابع

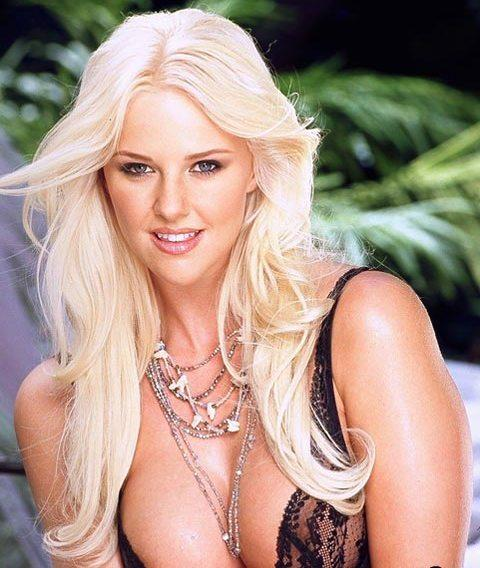
Hannah harper